# Flowers (serie)

Schermata di presentazione della raccolta Flowers: Les Quatre Saisons, che raccoglie i quattro giochi

Flowers è una serie di visual novel yuri sviluppata da Innocent Grey. Il primo capitolo, Flowers: Le Volume sur Printemps, è stato pubblicato nel 2014; altri tre giochi sono usciti nel 2015, 2016, 2017.

## Titoli

### Videogiochi
- Flowers: Le Volume sur Printemps è il primo gioco della serie. È stato pubblicato per[1] and da Prototype per PlayStation Portable e PlayStation Vita il 9 ottobre 2014.[2][3] Il gioco è stato pubblicato in inglese per Microsoft Windows il 17 Agosto 2016.
- Flowers: Le Volume sur Été è il secondo gioco della serie. È stato pubblicato per Microsoft Windows il 17 aprile 2015,[4] e da Prototype per PlayStation Portable e PlayStation Vita il 22 ottobre 2015.[5][6] Il gioco è stato pubblicato in inglese per Microsoft Windows il 15 luglio 2018[7] con l'uscita su Steam avvenuta il 25 luglio 2018[8].
- Flowers: Le Volume sur Automne È il terzo gioco della serie. È stato pubblicato per Microsoft Windows il 27 maggio 2016, e da Prototype per PlayStation Vita il 17 novembre 2016.[9] Una versione inglese è stata annunciata il 5 luglio 2018.[10]
- Flowers: Le Volume sur Hiver è il quarto, e ultimo, gioco della serie. È stato pubblicato per Microsoft Windows il 5 settembre 2017,[11] ed è stato pubblicato il 16 marzo 2018 per PlayStation Vita.[12]